# Idioma aka-bo
Aka-Bo o Bo es una lengua extinta de la familia andamanesa, concretamente de su grupo norte. 
Era hablada en la costa centro oeste de Andamán y en un arrecife al norte de las Islas Andamán, en la India. La partícula Aka- , al comienzo del nombre de la lengua es un prefijo muy común en toda la familia Andamanesa para términos referidos a la lengua, incluyendo lenguaje.
Boa Sr., era supuestamente la última persona que recordaba algo de este idioma, y falleció el 26 de enero de 2010 a los 85 años.